# 埃姆斯河畔代廷根
埃姆斯河畔代廷根是德国巴登-符腾堡州的一个市镇。总面积15.81平方公里，总人口9308人，其中男性4661人，女性4647人（2011年12月31日），人口密度589人/平方公里。